# 尼崎市立西小学校
尼崎市立西小学校（あまがさきしりつ にししょうがっこう）は、兵庫県尼崎市武庫川町一丁目にあった公立小学校。

## 概要
少子化による児童数減少が進み、尼崎市教育委員会の尼崎市立小・中学校 適正規模・適正配置推進計画に基づき、2016年3月31日に尼崎市立若葉小学校と統合して廃校となった。

## 沿革
- 1939年（昭和14年）[2]
  - 4月1日 - 大庄尋常高等小学校（現・尼崎市立大庄小学校）から分離し、武庫郡大庄村西字巽開に開校。鉄筋校舎落成。
  - 6月13日 - 開校式拳行、大庄村立第二尋常小学校と称する。この日を創立記念日に定める。
- 1940年（昭和15年）9月10日 - 木造校舎落成。
- 1941年（昭和16年）4月1日 - 大庄村立大庄第二国民学校と改称。
- 1942年（昭和17年）2月11日 - 武庫郡大庄村が尼崎市へ編入されたのに伴い、尼崎市立西国民学校と改称。
- 1944年（昭和19年）9月3日 - 第一次学童疎開、多紀郡今田村・味間村・古市村へ出発。翌年5月に第二次。
- 1947年（昭和22年）4月1日 - 尼崎市立西小学校と改称。
- 1950年（昭和25年）9月3日 - ジェーン台風により、校舎が被害甚大。
- 1953年（昭和28年）
  - 1月7日 - 尼崎市立成徳小学校を分離。
  - 4月1日 - 尼崎市立西幼稚園を併設。
- 1958年（昭和33年）9月15日 - 国道43号敷設に伴い、校舎及び運動場を移転。
- 1962年（昭和37年）8月1日 - プール竣工。
- 1963年（昭和38年）3月6日 - 講堂兼体育館完工。
- 1964年（昭和39年）9月24日 - 校歌制定。（作詞：池田昌夫、作曲：山田龍男[3]）
- 2016年（平成28年）
  - 3月31日 - 尼崎市立若葉小学校と統合して廃校。
  - 4月1日 - 尼崎市立若葉小学校と統合した尼崎市立わかば西小学校が開校（2018年4月に西小学校跡地へ移転）。

## 通学区域
- 尼崎市
  - 武庫川町1丁目～4丁目、元浜町1丁目～5丁目、大浜町1丁目～2丁目、扇町、末広町1丁目～2丁目、丸島町、平左衛門町

## 進学先中学校
卒業生は基本的に尼崎市立啓明中学校へ進学していた。

## 周辺
- 国道43号
- 武庫川郵便局
- 兵庫県道192号尼崎港崇徳院線（尼宝線）

尼崎市立若葉小学校とは国道43号を斜めにはさんで、400mしか離れていない。

## 交通
- 阪神本線 武庫川駅（東口）から東へ600m